# セバスチャン・フンドラ
セバスチャン・フンドラ（Sebastian Fundora、1997年12月28日 - ）は、アメリカ合衆国のプロボクサー。フロリダ州ウェストパームビーチ出身。現WBC世界スーパーウェルター級王者。元WBO世界スーパーウェルター級王者。
スーパーウェルター級にして身長197cm、リーチ203cmと規格外のサイズを持つ選手。妹のガブリエラ・フンドラもプロボクサー。

## 来歴
2018年1月29日、サンプソン・リューコイツ率いるサンプソン・ボクシングと契約を結んだ。
2019年8月31日、ミネアポリスのミネアポリス・アーモリーでジャーモンティ・クラークとWBC世界スーパーウェルター級ユース王座決定戦を行い、10回1-1（94-96、95-95、98-92）の判定で引き分けに終わった。
2020年12月5日、アーリントンのAT&TスタジアムでWBA世界スーパーウェルター級10位のハビブ・アメドとWBA世界スーパーウェルター級挑戦者決定戦を行い、2回1分30秒TKO勝ちを収め、エリスランディ・ララへの挑戦権を獲得した。当初は同門でWBA世界スーパーウェルター級13位のホルヘ・コタとWBC世界スーパーウェルター級挑戦者決定戦を行う予定だったが、試合3日前になってコタが新型コロナウィルスに感染し欠場となった為2階級上のスーパーミドル級で戦っていたアメドを2階級落としてコタに代わってWBAでのランクインの措置を取りWBAでの挑戦者決定戦に変更して実現にこぎつけた。
2021年5月1日、カリフォルニア州カーソンのディグニティ・ヘルス・スポーツ・パーク・テニスコートで新型コロナ禍影響で集客が規制されている中で無観客試合が続いていたカリフォルニア州で初の客入れとなる3,940人を動員してWBA世界スーパーウェルター級13位のホルヘ・コタと5ヶ月越しの実現となるWBC世界スーパーウェルター級挑戦者決定戦を行い、4回2分35秒TKO勝ちを収めジャーメル・チャーロへの挑戦権を獲得した。
2021年12月5日、ロサンゼルスのクリプト・ドットコム・アリーナでWBC世界スーパーウェルター級2位のセルヒオ・ガルシアとWBC世界スーパーウェルター級挑戦者決定戦を行い、12回3-0（115-113、118-110、117-111）の判定勝ちを収めチャーロへの挑戦権を獲得し先に指名挑戦権を得ていたエリクソン・ルービンの次に挑戦する指名挑戦権を得た。
2022年4月9日、ラスベガスのヴァージン・シアターでエリクソン・ルービンとWBC世界スーパーウェルター級暫定王座決定戦で対戦し2回と7回にダウンを奪い合うダウンの応酬の末、ルービンが9回終了時に棄権を申し出たためフンドラのTKO勝ちとなり王座を獲得した。
2022年10月8日、ディグニティ・ヘルス・スポーツ・パーク・テニスコートでWBC世界スーパーウェルター級13位カルロス・オカンポと対戦し、判定勝ちで初防衛に成功した。この試合でフンドラは30万ドル（約4100万円）、オカンポは7万5千ドル（約1000万円）のファイトマネーを稼いだ。
2023年4月8日、ディグニティ・ヘルス・スポーツ・パーク・テニスコートでWBC世界スーパーウェルター級17位ブライアン・メンドーサと対戦し、7回39秒KO負けを喫し2度目の防衛に失敗、王座から陥落した。この試合でフンドラは40万ドル（約5340万円）、メンドーサは8万5千ドル（約1140万円）のファイトマネーを稼いだ。
2024年3月30日、ラスベガスのT-モバイル・アリーナで、WBO世界スーパーウェルター級王者ティム・チューとWBO世界同級タイトルマッチおよびWBC世界同級王座決定戦を行い、チューの額がフンドラの肘に接触し大量出血を起こしたこともあり12回2-1（112-116、116-112、115-113）の判定勝ちを収め、チューにプロキャリア初黒星を与えると共に正規でのWBC王座返り咲きとWBO王座の獲得に成功、2団体統一王者となった。当初はチュー対キース・サーマンの前座のWBC世界スーパーウェルター級王座決定戦でセルヒイ・ボハチュクと対戦予定であったが、サーマンの上腕二頭筋負傷による欠場に伴いフンドラが急遽代役としてメインイベントに出場することとなった。
2024年10月10日、WBOが以前指令していたWBO世界スーパーウェルター級暫定王者のテレンス・クロフォードによる団体内王座統一戦について両陣営がそれぞれ一試合挟んだ上で同意。WBOはフンドラに対しWBO世界同級ランキング15位以内のランカーによる選択防衛戦を指令し、同じく対戦に同意し、WBO世界ランク圏外のWBC世界同級1位・WBA世界同級2位および元WBAスーパー・WBC・IBF世界ウェルター級統一王者のエロール・スペンス・ジュニアとの対戦が成立した場合、フンドラはWBO王座を剥奪することとなる。しかし、2025年3月21日付でクロフォードがWBO世界同級暫定王座を返上したため、団体内王座統一戦は白紙となった。
2025年3月22日、ラスベガスのミケロブ・ウルトラ・アリーナでWBO世界スーパーウェルター級5位およびWBC世界同級13位のコーデール・ブッカーとWBO・WBC世界同級タイトルマッチを行い、4回2分51秒TKO勝ちを収め両王座の初防衛に成功した。
2025年3月24日、テレンス・クロフォードのWBO世界スーパーウェルター級暫定王座返上に伴いWBOは同級王者のフンドラと同級1位のザンダー・ザヤスとの対戦を指令、しかし同年4月12日までに両陣営共に交渉がまとまらなかったことから交渉期限を同年4月25日に延期したものの、こちらも交渉がまとまらず同年5月2日にWBO本部でライブストリーミングを用いた興行権の入札が行われる予定だったが、同年4月29日にフンドラがティム・チューとの再戦を優先し入札についても不参加とすることを表明しザヤスとの対戦は白紙となり、WBO王座も同日付で返上した。

## 戦績
- プロボクシング：25戦 23勝 (15KO) 1敗 1分

| 戦           | 日付           | 勝敗 | 時間    | 内容    | 対戦相手                       | 国籍           | 備考                                                                            |
| ------------ | -------------- | ---- | ------- | ------- | ------------------------------ | -------------- | ------------------------------------------------------------------------------- |
| 1            | 2016年9月24日  | ☆    | 1R 1:12 | KO      | ホセ・カルデナス               | メキシコ       | プロデビュー戦                                                                  |
| 2            | 2017年4月28日  | ☆    | 4R      | 判定3-0 | マルティン・ロサス             | メキシコ       |                                                                                 |
| 3            | 2017年5月19日  | ☆    | 2R 1:23 | TKO     | オベド・ソト                   | メキシコ       |                                                                                 |
| 4            | 2017年7月28日  | ☆    | 1R 2:45 | TKO     | ルイス・ミサエル・フアレス     | メキシコ       |                                                                                 |
| 5            | 2017年9月26日  | ☆    | 6R      | 判定3-0 | ビクター・トニー               | アメリカ合衆国 |                                                                                 |
| 6            | 2017年10月28日 | ☆    | 1R 0:35 | KO      | リカルド・アルセ・サルミエント | メキシコ       |                                                                                 |
| 7            | 2017年11月24日 | ☆    | 6R      | 判定3-0 | エミリアーノ・ダビド・シルゲロ | アルゼンチン   |                                                                                 |
| 8            | 2017年12月16日 | ☆    | 6R      | 判定3-0 | ダビド・エセキエル・ロメロ     | アルゼンチン   |                                                                                 |
| 9            | 2018年4月13日  | ☆    | 5R 2:37 | TKO     | べ・ショーン・オーエンス       | アメリカ合衆国 |                                                                                 |
| 10           | 2018年8月24日  | ☆    | 4R 2:32 | TKO     | アントニオ・ウリスタ           | アメリカ合衆国 |                                                                                 |
| 11           | 2018年11月17日 | ☆    | 1R 0:31 | KO      | ジェレミア・ウィギンス         | アメリカ合衆国 |                                                                                 |
| 12           | 2019年2月16日  | ☆    | 3R 1:08 | KO      | ドニー・マーシャル             | アメリカ合衆国 |                                                                                 |
| 13           | 2019年6月21日  | ☆    | 4R 終了 | TKO     | エクトル・マヌエル・セペダ     | メキシコ       |                                                                                 |
| 14           | 2019年8月31日  | △    | 10R     | 判定1-1 | ジャーモンティ・クラーク       | アメリカ合衆国 | WBC世界スーパーウェルター級ユース王座決定戦                                     |
| 15           | 2020年2月22日  | ☆    | 10R     | 判定3-0 | ダニエル・ルイス               | オーストラリア |                                                                                 |
| 16           | 2020年8月22日  | ☆    | 6R 1:28 | KO      | ナサニエル・ガリモア           | アメリカ合衆国 |                                                                                 |
| 17           | 2020年12月5日  | ☆    | 2R 1:30 | TKO     | ハビブ・アメド                 | ガーナ         |                                                                                 |
| 18           | 2021年5月1日   | ☆    | 4R 2:35 | TKO     | ホルヘ・コタ                   | メキシコ       |                                                                                 |
| 19           | 2021年12月5日  | ☆    | 12R     | 判定3-0 | セルヒオ・ガルシア             | スペイン       |                                                                                 |
| 20           | 2022年4月9日   | ☆    | 9R 終了 | TKO     | エリクソン・ルビン             | アメリカ合衆国 | WBC世界スーパーウェルター級暫定王座決定戦                                       |
| 21           | 2022年10月8日  | ☆    | 12R     | 判定3-0 | カルロス・オカンポ             | メキシコ       | WBC暫定防衛1                                                                    |
| 22           | 2023年4月8日   | ★    | 7R 0:39 | KO      | ブライアン・メンドーサ         | アメリカ合衆国 | WBC暫定陥落                                                                     |
| 23           | 2024年3月30日  | ☆    | 12R     | 判定2-1 | ティム・チュー                 | オーストラリア | WBO世界スーパーウェルター級タイトルマッチ WBC世界スーパーウェルター級王座決定戦 |
| 24           | 2025年3月22日  | ☆    | 4R 2:51 | TKO     | コーデール・ブッカー           | アメリカ合衆国 | WBC防衛1・WBO防衛1                                                              |
| 25           | 2025年7月19日  | ☆    | 7R 終了 | TKO     | ティム・チュー                 | オーストラリア | WBC防衛2                                                                        |
| 26           | 2025年10月18日 | -    | -       | -       | キース・サーマン               | アメリカ合衆国 | WBC世界スーパーウェルター級タイトルマッチ 試合前                                |
| テンプレート |                |      |         |         |                                |                |                                                                                 |

## 獲得タイトル
- WBC世界スーパーウェルター級暫定王座（防衛1）
- WBO世界スーパーウェルター級王座（防衛1=返上）
- WBC世界スーパーウェルター級王座（防衛2）